# Secretaría de Desarrollo Industrial
La Secretaría de Desarrollo Industrial fue una secretaría de Estado perteneciente al Ministerio de Economía del Gobierno de Argentina.

## Historia
Como secretaría dependiente del Ministerio de Economía, fue creada por el Decreto 75/1973 del presidente Juan Domingo Perón (dictado el 25 de octubre de 1973 y el 27 del mismo mes y año). El Artículo 4.º detallaba sus competencias y funciones; se componía por las Subsecretarías de Desarrollo Industrial y Administración Industrial.
Fue ratificada por el Decreto 520/1976 del Pdte. (de facto) Jorge Rafael Videla del 21 de mayo de 1976.
El 1 de abril de 1981, pasó a formar parte, en calidad de subsecretaría, del flamante Ministerio de Industria y Minería (Decreto 42/1981 de Viola).
Por el Decreto 22/1981 de Galtieri, publicado el 31 de diciembre de 1981, se reorganizó el gabinete nacional y tanto el ministerio como la subsecretaría fueron disueltos.